# Demutualizacja
Demutualizacja – proces zmiany formy prawnej przedsiębiorstwa, np. przekształcenie towarzystwa ubezpieczeń wzajemnych w towarzystwo ubezpieczeniowe w formie spółki akcyjnej lub spółdzielni w spółkę akcyjną.
Demutualizacja pozwala przedsiębiorstwu uzyskać m.in. tańszy dostęp do kapitału, np. poprzez giełdę.